# Будинок головного поштамту (Чернігів)
Будинок головного поштамту — пам'ятка архітектури місцевого значення у Чернігові. Зараз у будівлі розміщується головний поштамт.
У ніч з 29 на 30 березня 2022 року будинок було повторно пошкоджено під час Російського вторгнення в Україну — район Центрального ринку обстріляли російські військові міномети 120-мм калібру. Крім того, було частково пошкоджено раніше внаслідок авіаудару по готелі «Україна».

## Історія
Рішенням виконкому Чернігівської обласної ради народних депутатів від 09.02.1996 № 91 надано статус «пам'ятника архітектури місцевого значення» з охоронним № 78-Чг.
Будівля має власну «територію пам'ятника» та розташована у «комплексній охоронній зоні пам'яток історичного центру міста», за правилами забудови та використання території. На будівлі не встановлено інформаційну дошку.

## Опис
Разом з іншими будинками утворює архітектурний ансамбль площі Героїв Небесної Сотні.
На Святомиколаївській вулиці було збудовано 2-поверховий будинок поштамту та телефонної станції. Будівлю було зруйновано під час Другої світової війни.
1956 року було збудовано нову будівлю для головного поштамту. Цегляний, 3-поверховий, з асиметричним фасадом, Г-подібний у плані будинок. Вісь симетрії головного фасаду акцентовано шістьма колонами, які завершують аттикою, де розташований барельєф — герб України із прапорами. Фасад оздоблений пілястрами.
Зараз у будівлі розміщується головний поштамт, а також низка інших установ.